# NGC 2440
NGC 2440 је планетарна маглина у сазвежђу Крма која се налази на NGC листи објеката дубоког неба.
Деклинација објекта је - 18° 12' 29" а ректасцензија 7h 41m 55,4s. Привидна величина (магнитуда) објекта NGC 2440 износи 9,4 а фотографска магнитуда 10,8. NGC 2440 је још познат и под ознакама PK 234+2.1, ESO 560-PN9, CS=14.3.